# OpenEXR
OpenEXR ist ein offenes Mehrkanal-HDR-Grafikdateiformat zur Speicherung von Rastergrafiken, welches eine hohe Farbtiefe unterstützt.

## Allgemeines
Das Format wurde seit 1999 als offenes Format von der US-amerikanischen Firma Industrial Light & Magic (ILM) entwickelt und wird seit 2003 unter einer Open-Source-Lizenz, ähnlich der BSD-Lizenz, herausgegeben. ILM hat das Format spezifiziert und hält Dateien für eine Entwicklungsumgebung (IDE) bereit. Darin sind ein Anzeigeprogramm zum Betrachten von OpenEXR-Bildern enthalten sowie eine Programmbibliothek, mit der man das Bildformat in selbsterstellten Programmen verarbeiten kann.
Zur Speicherung von Bilddaten verwendet OpenEXR als Basis pro Farbkanal eine 16-Bit-Gleitkommazahl. Das Format wird direkt von der Programmiersprache CG unterstützt. OpenEXR unterstützt außerdem 32-Bit-Gleitkommadaten sowie 32-Bit-Integer-Daten pro Pixel; diese Formate sind zur Speicherung von besonderen Daten wie Tiefeninformationen oder Objektkennungen vorgesehen.
Die verlustfreie Bildkompression der Grafikdaten wird unterstützt, entsprechende Codecs werden in der IDE mitgeliefert. Die Erweiterbarkeit des Dateiformats auf z. B. Vektorgrafiken oder andere Kompressionsalgorithmen ist in Planung.
OpenEXR wird an vielen Stellen in der grafischen Datenverarbeitung eingesetzt. Im Compositing etwa kann die Fähigkeit des Dateiformats, beliebig viele Farbkanäle zu speichern, hilfreich sein. So können beispielsweise beim Exportieren aus der 3D-Software spekulare und diffuse Reflexionen in separaten Kanälen gespeichert und so im Nachhinein in der Intensität angepasst werden, ohne auf mehrere Dateien zurückgreifen zu müssen. Die hohe Farbtiefe kann hier beispielsweise bei der Simulation physikalischer Effekte wie Unschärfe hilfreich sein. In der Bildsynthese kann sie für das Image-based Lighting genutzt werden.

## Auszeichnungen
- 2007: Oscar für technische Verdienste an Florian Kainz für die Entwicklung von OpenEXR[4][5]